# خوان خوسيه إسترادا (ملاكم)
خوان خوسيه إسترادا (بالإسبانية: Juan José Estrada)‏ مواليد 28 نوفمبر 1963 في تيخوانا - الوفاة 21 يونيو 2015 في تيخوانا، كان ملاكم مكسيكي سابق صنّف ضمن فئة وزن الوسط. حقق بطولة رابطة الملاكمة العالمية وبطولة المجلس العالمي للملاكمة.

## إحصائيات
خاض خلال مسيرته 47 نزالا، فاز في 36 ولم يتعادل وخسر في 11. فاز بالضربة القاضية في 30 نزالا.

## روابط خارجية
- خوان خوسيه إسترادا على موقع بوكس ريك (الإنجليزية) (registration required)